# دهستان دستجرد (قم)
دستجرد، دهستانی از توابع بخش خلجستان شهرستان قم در استان قم ایران است.

## جمعیت
براساس سرشماری سال ۱۳۸۵ جمعیت آن ۴٬۱۵۳ نفر (۱٬۴۱۱ خانوار) بوده‌است.